# トッレ・レ・ノチェッレ
トッレ・レ・ノチェッレ（伊: Torre Le Nocelle）は、イタリア共和国カンパニア州アヴェッリーノ県にある、人口約1,300人の基礎自治体（コムーネ）。

## 地理

### 位置・広がり

#### 隣接コムーネ
隣接するコムーネは以下の通り。
- ミラベッラ・エクラーノ
- モンテミレット
- ピエトラデフージ
- タウラージ
- ヴェンティカーノ